# АНА-ТЕМС
ТОВ «АНА-ТЕМС» — один з провідник постачальників на український ринок обладнання для рудних та вугільних збагачувальних фабрик. Крім того, обладнання для переробки сипких мінеральних продуктів поставляється на коксохімічні заводи, металургійні комбінати, підприємства переробки щебеню і крейди, шахти і кар'єри. Засноване на початку 1990-х років.
Основні напрямки:
- розробка, виготовлення та обслуговування просіюючи еластичних поверхонь торгової марки ЭПП®;
- розробка, виготовлення та обслуговування класифікуючих, в тому числі барабанних пристроїв та збагачувальних машин марки ЭПП®;
- зневоднення та грохочення тонкого матеріалу;
- інформаційно-технологічне обслуговування підприємств.